# 勝俣将寿
梅澤将寿（うめざわ まさひさ1985年7月19日-） は長野県出身の空手家。旧姓は勝俣（かつまた）。

## プロフィール
長野県佐久市出身、175cm 64kg。小学生の時に空手道東眞會に入門する。独特の感性を持っており、相手に軌道を読ませないトリッキーな技を得意とする。少年部新人戦を手始めに、数多くの大会に出場し優勝、入賞成績を修める。高校在学中に黒帯を取得し、同年代の中澤公誉とともに東眞會の次世代を担う選手とされる。大学に進学後は、勉学に励みつつも選手権コーチとして自身の稽古を重ねる。
平成22年（2010年）に開催された全日本空手道選手権極真館では軽量級ながら試し割で正拳4枚、足刀6枚、猿ピ6枚、手刀4枚、計20枚成功の記録を残している。平成22年第8回全日本空手道選手権大会軽量級4位